# Dia da Madeira
O Dia da Região Autónoma da Madeira e das Comunidades Madeirenses ou, simplesmente, Dia da Madeira ou Dia da Região, é um feriado regional celebrado a 1 de julho e comemora a data geralmente reconhecida da descoberta da ilha da Madeira pelos portugueses, em 1419, um ano após terem achado o Porto Santo.
O feriado é assinalado em toda a Região com lançamentos de foguetes e girândolas de fogo, uma cerimónia na Assembleia Legislativa, deposição de flores na estátua da Autonomia pelas entidades oficiais da Região e uma missa do Te Deum na Sé do Funchal. Embora seja comemorado oficialmente só na Madeira, a diáspora madeirense comemora-a no mundo inteiro.

## História

### Data da descoberta portuguesa da ilha da Madeira
Segundo a tradição e alguns dos primeiros relatos históricos, os navegadores portugueses, tendo já conhecimento da ilha do Porto Santo desde 1 de novembro de 1418, terão avistado a ilha da Madeira pela primeira vez a 1 de julho de 1419, celebrando uma missa em terra no dia seguinte.

### Instauração do feriado
Exatamente dois anos após a queda do regime salazarista em 25 de abril de 1974, entrou em vigor a atual Constituição portuguesa, reconhecendo pela primeira vez autonomia política aos arquipélagos da Madeira e dos Açores. Vários foram os símbolos paulatinamente adotados pelos órgãos políticos regionais para representar e celebrar essa autonomia: além do feriado regional, a bandeira, o brasão, o hino e nova toponímia e estatuária.
O feriado regional foi criado em 1979 pela Assembleia Regional, que justificou a opção pelo dia 1 de julho, data da descoberta da ilha da Madeira em 1419, em detrimento de 1 de novembro, data da descoberta do Porto Santo em 1418, com o facto de esta última data ser já feriado nacional, o Dia de Todos os Santos. Em 1989, a Assembleia adotaria a designação atual do feriado (Dia da Região Autónoma da Madeira e das Comunidades Madeirenses), passando a evocar também a diáspora emigrante do arquipélago, após sugestão unânime do II Congresso das Comunidades Madeirenses.
Antes, em 1984, com a realização do I Congresso das Comunidades Madeirenses, já tinha sido acrescentado à designação da avenida do Mar, a marginal do Funchal, o epíteto e das Comunidades Madeirenses. Em 1 de julho de 1987, fora ainda inaugurado um monumento alusivo à Autonomia, edificado perto do aeroporto da Madeira, da autoria de Ricardo Veloza. Três anos mais tarde, após a inauguração da praça da Autonomia a 1 de julho de 1990, onde foi acesa a Chama da Autonomia, o monumento viria a ser transferido para a praça.